# Lista chorążych reprezentacji Gwinei Bissau na igrzyskach olimpijskich
Lista chorążych reprezentacji Gwinei Bissau na igrzyskach olimpijskich – lista zawodników i zawodniczek reprezentacji Gwinei Bissau, którzy podczas ceremonii otwarcia nowożytnych igrzysk olimpijskich nieśli flagę Gwinei Bissau.

## Chronologiczna lista chorążych
| Lp. | Rok i miejsce | Chorąży              | Dyscyplina |
| --- | ------------- | -------------------- | ---------- |
| 1   | 1996, Atlanta | Talata Embalo        | Zapasy     |
| 2   | 2000, Sydney  | Talata Embalo        | Zapasy     |
| 3   | 2004, Ateny   | Leopoldina Ross      | Zapasy     |
| 4   | 2008, Pekin   | Augusto Midana       | Zapasy     |
| 5   | 2012, Londyn  | Augusto Midana       | Zapasy     |
| 6   | 2016, Rio     | Augusto Midana       | Zapasy     |
| 7   | 2020, Tokio   | Taciana Cesar        | Judo       |
| 7   | 2020, Tokio   | Augusto Midana       | Zapasy     |
| 8   | 2024, Paryż   | Diamantino Iuna Fafé | Zapasy     |